# Arne Noe-Nygaard
Arne Noe-Nygaard, född 30 juli 1908 i Ribe, Danmark, död 3 juni 1991 i Helsingör, var en dansk geolog, professor och motståndsman. Han medverkade till grundandet av Grønlands Geologiske Undersøgelse. Han publicerade en omfattande mängd geologisk litteratur, med tonvikt på beskrivningar av Östgrönland, vulkanologi på Island, Grönland och Färöarna samt beskrivningar av prekambrium i Danmark och Grönland. 
Arne Noe-Nygaard var son till seminarieföreståndaren och senare sockenprästen Søren Noe-Nygaard och dennes hustru Ingrid Iversen. Han tog studentexamen vid Aarhus katedralskola 1927 och disputerade 1937. Han var vetenskaplig assistent vid Geologisk Museum 1936, arkivarie vid Danmarks geologiske undersøgelse 1938 och avdelningsgeolog där 1940. Han var professor i mineralogi 1942–1969 vid Köpenhamns universitet och professor i dynamisk geologi 1969–1978 vid samma lärosäte samt föreståndare för universitetets Geologisk Museum från 1942 till 1978. 
Under besættelsen var Noe-Nygaard medlem i flera motståndsgrupper såsom Danmarks Frihedsråd september–december 1943, Frit Danmark december 1943–april 1946. Och efter ockupationen av Sydslesvigsk Udvalg 5 maj 1945–1947 och av styrelsen för Frihedsfonden från 1945.
Noe-Nygaard blev 1951 ledamot av Kungliga fysiografiska sällskapet i Lund, 1953 utländsk ledamot av Geological Society of London, 1954 ledamot av Det Kongelige Danske Videnskabernes Selskab, 1958 ledamot av Det Norske Videnskaps-Akademi i Oslo, blev 1959 ledamot av Visindafélag Islendinga samt Vetenskaps- och Vitterhetssamhället i Göteborg. Han blev 1961 korresponderande ledamot av Société géologique de Belgique, 1963 ledamot av danska Akademiet for de Tekniske Videnskaber, invaldes 1965 som utländsk ledamot av Kungliga Vetenskapsakademien i Stockholm och blev 1972 utländsk ledamot av Kungliga Vetenskapssocieteten i Uppsala.
Arne Noe-Nygaard är begravd på Helsingörs kyrkogård.

## Utmärkelser
- Danmarks förtjänstmedalj i silver med spänne,  1935[4]
- Kommendör av Dannebrogorden,  1976[5]

[Redigera Wikidata]